# Thorsten Streppelhoff
Thorsten Streppelhoff (ur. 15 sierpnia 1969 w Dorsten) – niemiecki wioślarz. Dwukrotny medalista olimpijski.
Urodził się w RFN i do zjednoczenia Niemiec startował w barwach tego kraju. Brał udział w dwóch igrzyskach olimpijskich (IO 92, IO 96) i na obu zdobywał medale olimpijskie w prestiżowej ósemce - srebro w Atlancie i brąz w Barcelonie. Trzykrotnie zostawał medalistą mistrzostw świata, po złoto sięgając w 1991 i 1993 w ósemce, po srebro w 1994 w dwójce bez sternika, wspólnie z Peterem Hoeltzenbeinem